# Simone de Beauvoirpark
Het Simone de Beauvoirpark (Frans: Parc Simone de Beauvoir), vroeger Fontainaspark (Parc Fontainas), is een klein publiek wijkpark in Brussel.
Het park was vroeger, net als het direct ten oosten gelegen Fontainasplein genoemd naar de politicus André-Napoléon Fontainas. Met de nieuwe naam wordt de Franse filosofe en schrijfster Simone de Beauvoir geëerd.
In het voorjaar van 2016 wordt voorafgaand aan de herinrichting van het park archeologisch onderzoek verricht in een gebied met een oppervlakte van 700 vierkante meter. Men ontdekte funderingen van een 19e-eeuwse brouwerij, Den Baert tot 1949 aan de Baardgang gelegen, en hoopt middeleeuwse en Romeinse overblijfselen te vinden. Men vond in de onmiddellijke omgeving al eerder Romeinse munten uit de 3e eeuw en resten van 14e-eeuwse bewoning. Na het onderzoek volgt de heraanleg van het park met bijkomende speelruimte en een grote, groene stadstuin voor de wijkbewoners.
Het nieuwe park voorziet meer groen dan in het huidige park, met hellingen, bomen, planten en grasvelden. Zowel omheinde speelpleintjes voor kinderen van verschillende leeftijden, als een multisportterrein, een semi-ondergrondse sportzaal, een informeel voetbalveld en een ligweide zijn gepland. Zonder omheining wordt het park volledig vrij toegankelijk met ingangen langs het Fontainasplein, de Anderlechtsesteenweg, de Zespenningenstraat en de Van Arteveldestraat.